# 阿耶前頜蝴蝶魚
阿耶前頜蝴蝶魚為輻鰭魚綱鱸形目蝴蝶魚科的其中一種。

## 分布
本魚分布於中西大西洋區，包括墨西哥灣東北方及墨西哥猶加敦半島等海域。

## 深度
水深20至170公尺。

## 特徵
本魚體側扁，吻突出，體略呈三角形，體色為銀白色，側線明顯，鰓蓋略呈銀藍色，有一條褐色斜條紋穿過眼部；另有一寬的深色橫帶從背鰭硬棘基部傾斜向下至臀鰭軟條部，腹鰭、臀鰭和背鰭軟條部及尾鰭為黃色，背鰭硬棘12至14枚、背鰭軟條17至20枚；臀鰭硬棘3枚、臀鰭軟條14至16枚。體長可達15公分。

## 生態
本魚棲息於較深的珊瑚礁繁盛的礁石與峭壁，少見。

## 經濟利用
為觀賞魚，不供食用。